# 上新川郡

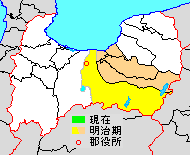
富山県上新川郡の位置（薄黄：後に他郡に編入された地域 水色：後に他郡から編入した地域）

上新川郡（かみにいかわぐん）は富山県にあった郡。

## 郡域
1878年（明治11年）に行政区画として発足した当時の郡域は、おおむね以下の区域に相当する。
- 富山市（神通川以東および草島・金山新・金山新中・金山新東・金山新西・金山新南・金山新北・羽根・高田および八尾町西神通の一部。ただし富山市街の一部は旧婦負郡）
- 滑川市
- 中新川郡舟橋村
- 中新川郡上市町
- 中新川郡立山町

1896年（明治29年）に中新川郡を分置した後の郡域は、富山市のうち神通川以東かつ常願寺川以西の地域に相当する。

## 歴史
- 1878年（明治11年）12月17日 - 郡区町村編制法の石川県での施行により、石川県新川郡の一部の区域をもって行政区画としての上新川郡が発足（新川郡の残りは下新川郡となった）。「上新川婦負郡役所」が富山の旧石川県庁支庁に設置され[1]、婦負郡とともに管轄。
- 1883年（明治16年）
  - 5月9日 - 石川県が分割され、当郡は富山県の管轄となる。
  - 7月30日 - 富山町千石町の加藤貞知邸にあった郡役所が同町山王町に移転する[2]。
- 1889年（明治22年）4月1日 - 市制の施行により当郡の一部（富山城下77町[3]および磯部安野屋村、西田地方村、西中野村、小泉村、大泉村、清水村、西公文名村の各一部）が分立して富山市の一部となり、郡より離脱。また、町村制の施行により、神通川以西（草島村、金山新村、羽根村、高田村、高田新村および神通村の一部）の所属郡が婦負郡に変更、残部には以下の町村が発足。特記以外は現・富山市。（8町50村）

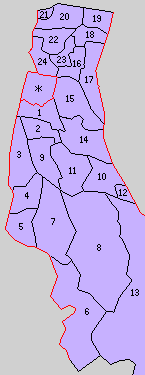
1.堀川村 2.蜷川村 3.新保村 4.大久保村 5.大沢野村 6.下タ村 7.船峅村 8.福沢村 9.熊野村 10.大庄村 11.月岡村 12.上滝町 13.大山村 14.太田村 15.山室村 16.新庄町 17.島村 18.針原村 19.浜黒崎村 20.大広田村 21.東岩瀬町 22.豊田村 23.広田村 24.奥田村 （紫：富山市）

- 堀川村 ← 上堀村、下堀村、大町村、本郷下新村、今泉村、太郎丸村、二口村、根塚村、布瀬村、下黒瀬村、上掛尾村、下掛尾村［一部］、上新保村、大泉村［一部］、西田地方村［一部］、上本郷村、西中野村［一部］、小泉村［一部］、磯部村[一部]、安野屋村[一部]
- 蜷川村 ← 小杉村、二俣村、赤田村、袋村、布市村、最勝寺村、黒瀬村、八日町村、黒崎村、下掛尾村［一部］
- 新保村 ← 萩原村、東塚原村、才覚寺村、西荒屋村、経田村、友杉村、秋ヶ島村、西新保村、別名皆新田村、任海村、南中田村、吉倉村、押上村、福居村、大利新村、上栗山村、惣在寺村、安養寺村［一部］、下熊野村［一部］
- 大久保村 ← 神通村［一部］、下大久保村、合田村、東大久保村、中大久保村、塩村、安養寺村［一部］、辰尾村［一部］
- 大沢野村 ← 上二杉村、長附村、西塩野村、加納村、岩木村、八木山村、高内村、西大沢村、稲代村、岩木新村、春日村、下タ林村、長走村、笹津村
- 下タ村 ← 牛ヶ増村、蘆生村、今生津村、布尻村、町長村、寺津村、太田薄波村、薄波村、吉野村、伏木村、小糸村、舟渡村、猪谷村
- 船峅村 ← 直坂村、横樋村、舟倉村、舟倉新村、大野村、東中野村、南野田村、東大沢村、二松村、万願寺村、万願寺新村、松林村、東塩野村、小黒村、小黒新村、野沢田開
- 福沢村 ← 東福沢村、小佐波村、牧野村、東黒牧村、布目村、楜ヶ原村、小谷村、砂見村、瀬戸村、大清水村、千長原村、大双嶺村、小坂村、折谷村、下双嶺村、石淵村、馬瀬村、日尾村、奥山村、長棟村
- 熊野村 ← 島田村、小中村、下熊野村［一部］、安養寺村［一部］、宮保村、辰尾村［一部］、杉瀬村、下千俵村、陀羅尼寺村、金屋村、吉岡村、経力村、森田村、悪王子村、上石田村、古上野村、林崎村、青柳新村、牧田村、江本村、上熊野村[一部]
- 大庄村 ← 善名村、下番村、下馬瀬口村、上馬瀬口村、東荒屋村、下大浦村、中大浦村、上大浦村、西文珠寺村、花崎村、小原屋村、田畠村、桑原村
- 月岡村 ← 開発村、稲野村、月岡村、月岡新村、上千俵村、大場新村、青柳村、大井村、西福沢村、西田中村、西黒牧村、今町村、上布目村、中布目村
- 上滝町 ← 上滝村、中滝村、三室荒屋村
- 大山村 ← 東文珠寺村、西小俣村、東小俣村、長瀬村、手出村、赤倉村、小原村、河内村、隠土村、安蔵村、新町村、岡田村、松木村、牧村、才覚地村、中地山村、下山和田村、小見村、本宮村、亀谷村、原村、水須村、有峯村
- 太田村 ← 中屋村、関村、新名村、太田本郷村、西番村、大場村、城村、石屋村、長屋村、横内村
- 山室村 ← 天正寺村、東長江村、石金村、中市村、秋吉村、秋吉新村、山室町村、西長江村、古寺村、東公文名村、山室江口村、柿木荒屋村、上中川原村、流杉村、西野新村、高屋敷村、清水村［一部］、西公文名村［一部］、館出村、西高木村
- 新庄町 ← 新庄新町村、町新庄村、川端村、東双代村、綾田村、荒川村、田中蓑浦村［一部］、上飯野村、蓮花寺村、経堂村、新庄野村［一部］
- 島村 ← 金代村、新庄野村［一部］、川原毛村、朝日村、藤木村、町新村、大江干村、中間島村、日俣村、本郷島村、藤木新村、大中島村、河原新村、高島新村、向新庄村、朝日新村、一本木村、手屋村、宮成新村、中野新村、金泉寺村、五本榎村
- 針原村 ← 三上村、野中村、野中新村、針原中村、宮村、宮成村、町袋村、宮条村、楠木村、下飯野村、高島村、道正村、小西村
- 浜黒崎村 ← 浜黒崎村、高来村、針原横越村、平榎村、野田村、日方江村、日影村、針木村
- 大広田村 ← 大村、田畑村、森村、中田村、千原崎村、上野町、蓮町村
- 東岩瀬町 ← 東岩瀬町、東岩瀬村、西宮村
- 豊田村 ← 城川原村、犬島村、米田村、水落村、下冨居村、豊田村、粟島村、広田上野新村、広田牧村
- 広田村 ← 東上赤江村、上冨居村、東下赤江村、鍋田村、中冨居村、広田新屋村、飯野村、田中蓑浦村［一部］
- 奥田村 ← 鶴田村、奥田村、上奥井村、窪村、西上赤江村、西下赤江村、上奥井新村、下奥井村、西川原村、奥田上新村、奥田下新村、下奥井新村、西田村、中島村、下桑原村、粟田村、広田中島村、西稲荷村、東田地方村、西双代村

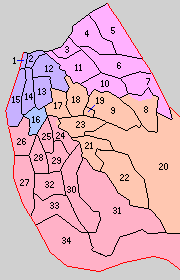
1.西水橋町 2.東水橋町 3.滑川町 4.浜加積村 5.早月加積村 6.北加積村 7.東加積村 8.山加積村 9.南加積村 10.中加積村 11.西加積村 12.下条村 13.上条村 14.東三郷村 15.西三郷村 16.舟橋村 17.相ノ木村 18.宮川村 19.上市町 20.白萩村 21.柿沢村 22.茗荷谷村 23.音杉村 24.弓庄村 25.寺田村 26.利田村 27.大森村 28.五百石町 29.高野村 30.上段村 31.東谷村 32.下段村 33.釜ヶ淵村 34.立山村 （紫：富山市 桃：滑川市 橙：中新川郡上市町 赤：中新川郡立山町 青：中新川郡舟橋村）

- 西水橋町 ← 水橋西大町、水橋西中町、水橋川原町、水橋新川原町、水橋印田町、水橋山王町、水橋今町、水橋浜町、辻ヶ堂村、畠等村、新保村
- 東水橋町 ← 東水橋町、水橋館村［一部］、水橋中村［一部］
- 滑川町 ← 滑川30町、田中村、下小泉村、寺家村、高月村、領家村（現・滑川市）
- 浜加積村 ← 中川原村、辰野村、坪川新村、坪川村、高塚村、荒俣村、曲淵村、北野村、北野新村、中野島村、浜四ツ屋村（現・滑川市）
- 早月加積村 ← 四ツ屋村、笠木村、吉浦村、中村、大島新村、追分村、大掛村、栃山囲新村、栗山村、嘉大窪新村、八大窪新村、三ヶ村［一部］（現・滑川市）
- 北加積村 ← 柳原村、梅原村、法花寺村、米島新村、栃山新村、稲泉村、宮窪村、宮窪新村、栃山七口新村、栃山稲泉新村、中塚新村、栃山中新村、栃山村、二ッ塚新村、横道村、小寺又新村、杉本村、栃山金屋新村、大榎村、柿木新村、四ツ屋新村（現・滑川市）
- 東加積村 ← 改養寺村、東金屋村、道寺村、野尻村、森野新村、大崎野村、春木村、小鹿野村、下野村、大林村、堀内村、中野村、室山村、千鳥村、大日村、蓑輪村、大浦村［一部］、東福寺村［一部］（現・滑川市）
- 山加積村 ← 本江村、田林村、東福寺野、東福寺村［一部］（現・滑川市）、五位尾村、小森村、黒川村（現・滑川市、中新川郡上市町）、熊林村、円念寺村、護摩堂村、開谷村（現・中新川郡上市町）
- 南加積村 ← 広野村、砂林開、田島野村、広市新村、野島村、片地村、眼目村、郷柿沢村、柿沢新村、花子新村、広野新村、野開発村、齋神新村（現・中新川郡上市町）
- 中加積村 ← 森尻新村、寺町村、有山新村、赤浜村、柴村、高柳村、下平塚村、平塚新村、小林村、堀江村、大坪村、大坪新村、常光寺村、安田村、安田新村（現・滑川市）
- 西加積村 ← 上梅沢村、上島新村、有金村、大門村、上島村、上小泉村、沖田新村、下梅沢村、江尻村、菰原村、下島村、魚躬村（現・滑川市）
- 下条村 ← 石正村［一部］、柳寺村、下条開発村、狐塚村、桜木新村、上桜木村、下桜木村、鏡田村、堅田村、伊勢領村、恋塚村、東五郎丸村、小池村、下砂子坂村、下砂子坂新村、上砂子坂村、水橋館村［一部］、水橋中村［一部］、市江村
- 上条村 ← 清水堂村［一部］、北馬場村、中馬場村、金広村［一部］、平塚村、佐野竹村、田伏村、石割村、上曲淵村、高寺村、専光寺村、西光寺村［一部］、小出村、池田町村［一部］
- 東三郷村 ← 新堀村、金尾新村、八ツ屋村、上川原村、小島村、高堂村、金尾村、二ツ屋村、池田町村［一部］、池田館村、的場村、番頭名村、石正村［一部］、西光寺村［一部］、金広村［一部］
- 西三郷村 ← 田添村、高野開発村、常願寺村、入江村、橋場新村、入部町村、二杉村、柴草村、沖村、小路村、市田袋村、市田袋新村、肘崎村、一田中村、伊勢屋村
- 舟橋村 ← 下国重村、上国重村、稲荷村、竹内村、舟橋村、仏生寺村、新吉島村、海老江村、竹鼻村、古海老江村、蘆高村、東蘆原村、白髭村、立野村、清水堂村［一部］（現・中新川郡舟橋村）
- 相ノ木村 ← 下荒又村、上荒又村、放士ヶ瀬新村、久金新村、久金村、下青出村、中青出村、中開発村、飯坂新村、飯坂村、青出新村、下経田村、上経田村、上条沖村、新清水村、放士ヶ瀬村［一部］（現・中新川郡上市町）
- 宮川村 ← 江上村、弥市新村、東竹鼻村、石仏村、東江上村、大永田村、森尻村、中小泉村、砂田新村、中江上村、西川原新村、江又村、若杉村、若杉新村、太郎右衛門新村（現・中新川郡上市町）
- 上市町（上市村が単独町制。現・中新川郡上市町）
- 白萩村 ← 眼目新村、湯神子村、湯神子野村、堤谷村、須山村、極楽寺村、西種村、東種村、釈泉寺村、稲村、千石村、伊折村、蓬沢村、折戸村、早月中村、早月下田村、湯崎野村（現・中新川郡上市町）
- 柿沢村 ← 正源寺村、弓庄館村、弓館新村、女川村、郷田新村、柿沢村、新屋村、二口新村（現・中新川郡上市町）
- 茗荷谷村 ← 茗荷谷村、檜谷村、大沢村、中ノ又村、谷浅生村、大松村、大松新村、塩谷村（現・中新川郡上市町）
- 音杉村 ← 横大坪新村、横法音寺村、上経田新村、正印村、尾兵衛村、川原田村、湯上野村、上法音寺村、北島村、北島新村、稗田村、法音寺村、三日市村、正印新村（現・中新川郡上市町）
- 弓庄村 ← 泉村、若宮新村、大尾川原村、辻村、辻新村、東若林新村、女川新村、放士ヶ瀬村［一部］（現・中新川郡立山町）、野徳新村、神田村、中村新村、横越村、大塚新村、赤木村、野福新村（現・中新川郡上市町）
- 寺田村 ← 浦田村、寺田極楽寺村、浦田新村、竹鼻新村、極楽寺新村、西若林村、二ツ塚村、若宮村、引越田添村、沢端新村、高木村（現・中新川郡立山町）
- 利田村 ← 石田新村、浅生村、西蘆原村、塚越村、下鉾木村、曽我村、石田村、上鉾木村、上開発村、利田上野村、利田村、立泉寺村、日水村、日置村、五郎丸村、横田新村、横沢村（現・中新川郡立山町）
- 大森村 ← 泊新村、三ツ塚新村、西大森村、東大森村、半屋村、蔵本新村、高原八ツ屋村、高荒屋村（現・中新川郡立山町）
- 五百石町 ← 西蘆原新村、大窪新村、引越本郷島村、野口新村、引越手屋村、前沢新村、松本開、引越宮成新村（現・中新川郡立山町）
- 高野村 ← 米沢新村、沢新村、淵上新村、江崎新村、野町村、下金剛寺新村、東野新村、竹林村、下新村、福来新村、高原村、横江新村（現・中新川郡立山町）
- 上段村 ← 上末村、上瀬戸村、下瀬戸村、瀬戸新村、中林新村、蘆見村、上小林村、上宮村、下沢村、石坂村、高原上白岩村、末上野村、上長屋村、下白岩村、上中村、福田村、日中上野村、野沢新村、日中村、新瀬戸村、柴山村、池田村（現・中新川郡立山町）
- 東谷村 ← 城前村、長倉村、座主坊村、松倉村、小又村、谷村、目桑村、六郎谷村、上白岩村、虫谷村、谷口村、四谷尾村（現・中新川郡立山町）
- 下段村 ← 引越一本木村、引越川原毛村、引越日俣村、貫田村、引越向新庄村、引越大中島村、古川村、坂井沢村、東大窪開、末若林村、下段村、末野田村、上金剛寺村、下金剛寺村、中新村、榎新村（現・中新川郡立山町）
- 釜ヶ淵村 ← 中山新村、鋳物師沢新村、末三ヶ野開、寺坪新村、引越新庄野村、米道村、道源寺村、末谷口村（現・中新川郡立山町）
- 布倉村 ← 蘆峅寺村、千垣村、横江村、横江野開、東中野新村、栃津村、座主坊新村、宮路岩峅村、岩峅寺村、下田村、伊豆林村、吉峯野開（現・中新川郡立山町）

- 1894年（明治27年）5月12日 - 布倉村が改称して立山村となる。
- 1896年（明治29年）
  - 4月1日 - 郡制の施行により、西水橋町、東水橋町、滑川町、浜加積村、早月加積村、北加積村、東加積村、山加積村、南加積村、中加積村、西加積村、下条村、上条村、東三郷村、西三郷村、舟橋村、相ノ木村、宮川村、上市町、白萩村、柿沢村、茗荷谷村、音杉村、弓庄村、寺田村、利田村、大森村、五百石町、高野村、上段村、東谷村、下段村、釜ヶ淵村、立山村の区域（常願寺川以東）をもって中新川郡が発足し、当郡より離脱。（3町21村）
  - 6月1日 - 郡制を施行。郡役所は富山市山王町に設置[注釈 1]。
- 1913年（大正2年）12月1日 - 大久保村が町制施行して大久保町となる。（4町20村）
- 1923年（大正12年）3月31日 - 郡会が廃止。郡役所は存続。
- 1926年（大正15年）6月30日 - 郡役所が廃止。以降は地域区分名称となる。
- 1931年（昭和6年）4月1日 - 堀川村が町制施行して堀川町となる。（5町19村）
- 1935年（昭和10年）4月1日 - 奥田村が富山市に編入。（5町18村）
- 1939年（昭和14年）4月1日 - 大沢野村が町制施行して大沢野町となる。（6町17村）
- 1940年（昭和15年）9月1日 - 新庄町・東岩瀬町・島村・針原村・浜黒崎村・大広田村・豊田村・広田村が富山市に編入。（4町11村）
- 1942年（昭和17年）5月20日 - 堀川町・蜷川村・太田村・山室村が富山市に編入。（3町8村）
- 1953年（昭和28年）12月1日 - 大沢野町が婦負郡黒瀬谷村の一部を編入。
- 1954年（昭和29年）
  - 4月1日 - 大沢野町・下タ村・船峅村が合併し、改めて大沢野町が発足。（3町6村）
  - 12月10日 - 大久保町が大沢野町に編入。（2町6村）
- 1955年（昭和30年）
  - 1月1日 - 上滝町・大庄村・大山村・福沢村が合併し、大山町が発足。（2町3村）
  - 4月1日 - 新保村・熊野村・月岡村が合併して富南村が発足。（2町1村）
- 1960年（昭和35年）10月1日 - 富南村が富山市に編入。（2町）
- 2005年（平成17年）4月1日 - 大山町・大沢野町が富山市および婦負郡婦中町・八尾町・山田村・細入村と合併し、改めて富山市が発足。同日上新川郡消滅。

### 変遷表
| 明治22年以前 | 明治22年4月1日        | 明治22年 - 明治45年                                  | 大正1年 - 昭和19年          | 大正1年 - 昭和19年           | 昭和20年 - 昭和29年            | 昭和20年 - 昭和29年          | 昭和30年 - 昭和63年         | 昭和30年 - 昭和63年          | 平成1年 - 現在        | 現在            |
| ------------ | --------------------- | ---------------------------------------------------- | --------------------------- | ---------------------------- | ------------------------------ | ---------------------------- | --------------------------- | ---------------------------- | --------------------- | --------------- |
|              | 上滝町                | 上滝町                                               | 上滝町                      | 上滝町                       | 上滝町                         | 上滝町                       | 昭和30年1月1日 大山町       | 昭和30年1月1日 大山町        | 平成17年4月1日 富山市 | 富山市          |
|              | 大山村                | 大山村                                               | 大山村                      | 大山村                       | 大山村                         | 大山村                       | 昭和30年1月1日 大山町       | 昭和30年1月1日 大山町        | 平成17年4月1日 富山市 | 富山市          |
|              | 大庄村                | 大庄村                                               | 大庄村                      | 大庄村                       | 大庄村                         | 大庄村                       | 昭和30年1月1日 大山町       | 昭和30年1月1日 大山町        | 平成17年4月1日 富山市 | 富山市          |
|              | 福沢村                | 福沢村                                               | 福沢村                      | 福沢村                       | 福沢村                         | 福沢村                       | 昭和30年1月1日 大山町       | 昭和30年1月1日 大山町        | 平成17年4月1日 富山市 | 富山市          |
|              | 大沢野村              | 大沢野村                                             | 昭和14年4月1日 町制         | 昭和14年4月1日 町制          | 昭和29年4月1日 大沢野町        | 昭和29年12月10日 大沢野町    | 大沢野町                    | 大沢野町                     | 平成17年4月1日 富山市 | 富山市          |
|              | 下タ村                | 下タ村                                               | 下タ村                      | 下タ村                       | 昭和29年4月1日 大沢野町        | 昭和29年12月10日 大沢野町    | 大沢野町                    | 大沢野町                     | 平成17年4月1日 富山市 | 富山市          |
|              | 船峅村                | 船峅村                                               | 船峅村                      | 船峅村                       | 昭和29年4月1日 大沢野町        | 昭和29年12月10日 大沢野町    | 大沢野町                    | 大沢野町                     | 平成17年4月1日 富山市 | 富山市          |
|              | 婦負郡 黒瀬谷村の一部 | 婦負郡 黒瀬谷村の一部                                | 婦負郡 黒瀬谷村の一部       | 婦負郡 黒瀬谷村の一部        | 昭和28年12月1日 大沢野町に編入 | 昭和29年12月10日 大沢野町    | 大沢野町                    | 大沢野町                     | 平成17年4月1日 富山市 | 富山市          |
|              | 大久保村              | 大久保村                                             | 大正2年12月1日 町制         | 大正2年12月1日 町制          | 大久保町                       | 昭和29年12月10日 大沢野町    | 大沢野町                    | 大沢野町                     | 平成17年4月1日 富山市 | 富山市          |
|              | 新保村                | 新保村                                               | 新保村                      | 新保村                       | 新保村                         | 新保村                       | 昭和30年4月1日 富南村       | 昭和35年10月1日 富山市に編入 | 平成17年4月1日 富山市 | 富山市          |
|              | 熊野村                | 熊野村                                               | 熊野村                      | 熊野村                       | 熊野村                         | 熊野村                       | 昭和30年4月1日 富南村       | 昭和35年10月1日 富山市に編入 | 平成17年4月1日 富山市 | 富山市          |
|              | 月岡村                | 月岡村                                               | 月岡村                      | 月岡村                       | 月岡村                         | 月岡村                       | 昭和30年4月1日 富南村       | 昭和35年10月1日 富山市に編入 | 平成17年4月1日 富山市 | 富山市          |
|              | 堀川村                | 堀川村                                               | 昭和6年4月1日 町制          | 昭和17年5月20日 富山市に編入 | 富山市                         | 富山市                       | 富山市                      | 富山市                       | 平成17年4月1日 富山市 | 富山市          |
|              | 蜷川村                | 蜷川村                                               | 蜷川村                      | 昭和17年5月20日 富山市に編入 | 富山市                         | 富山市                       | 富山市                      | 富山市                       | 平成17年4月1日 富山市 | 富山市          |
|              | 太田村                | 太田村                                               | 太田村                      | 昭和17年5月20日 富山市に編入 | 富山市                         | 富山市                       | 富山市                      | 富山市                       | 平成17年4月1日 富山市 | 富山市          |
|              | 山室村                | 山室村                                               | 山室村                      | 昭和17年5月20日 富山市に編入 | 富山市                         | 富山市                       | 富山市                      | 富山市                       | 平成17年4月1日 富山市 | 富山市          |
|              | 新庄町                | 新庄町                                               | 昭和15年9月1日 富山市に編入 | 昭和15年9月1日 富山市に編入  | 富山市                         | 富山市                       | 富山市                      | 富山市                       | 平成17年4月1日 富山市 | 富山市          |
|              | 東岩瀬町              | 東岩瀬町                                             | 昭和15年9月1日 富山市に編入 | 昭和15年9月1日 富山市に編入  | 富山市                         | 富山市                       | 富山市                      | 富山市                       | 平成17年4月1日 富山市 | 富山市          |
|              | 島村                  | 島村                                                 | 昭和15年9月1日 富山市に編入 | 昭和15年9月1日 富山市に編入  | 富山市                         | 富山市                       | 富山市                      | 富山市                       | 平成17年4月1日 富山市 | 富山市          |
|              | 針原村                | 針原村                                               | 昭和15年9月1日 富山市に編入 | 昭和15年9月1日 富山市に編入  | 富山市                         | 富山市                       | 富山市                      | 富山市                       | 平成17年4月1日 富山市 | 富山市          |
|              | 浜黒崎村              | 浜黒崎村                                             | 昭和15年9月1日 富山市に編入 | 昭和15年9月1日 富山市に編入  | 富山市                         | 富山市                       | 富山市                      | 富山市                       | 平成17年4月1日 富山市 | 富山市          |
|              | 大広田村              | 大広田村                                             | 昭和15年9月1日 富山市に編入 | 昭和15年9月1日 富山市に編入  | 富山市                         | 富山市                       | 富山市                      | 富山市                       | 平成17年4月1日 富山市 | 富山市          |
|              | 豊田村                | 豊田村                                               | 昭和15年9月1日 富山市に編入 | 昭和15年9月1日 富山市に編入  | 富山市                         | 富山市                       | 富山市                      | 富山市                       | 平成17年4月1日 富山市 | 富山市          |
|              | 広田村                | 広田村                                               | 昭和15年9月1日 富山市に編入 | 昭和15年9月1日 富山市に編入  | 富山市                         | 富山市                       | 富山市                      | 富山市                       | 平成17年4月1日 富山市 | 富山市          |
|              | 奥田村                | 奥田村                                               | 昭和10年4月1日 富山市に編入 | 昭和10年4月1日 富山市に編入  | 富山市                         | 富山市                       | 富山市                      | 富山市                       | 平成17年4月1日 富山市 | 富山市          |
|              | 富山市                | 富山市                                               | 富山市                      | 富山市                       | 富山市                         | 富山市                       | 富山市                      | 富山市                       | 平成17年4月1日 富山市 | 富山市          |
|              | 東水橋町              | 明治29年3月29日 中新川郡                             | 昭和15年11月15日 水橋町     | 昭和15年11月15日 水橋町      | 昭和29年4月1日 水橋町          | 昭和29年4月1日 水橋町        | 昭和41年5月1日 富山市に編入 | 昭和41年5月1日 富山市に編入  | 平成17年4月1日 富山市 | 富山市          |
|              | 西水橋町              | 明治29年3月29日 中新川郡                             | 昭和15年11月15日 水橋町     | 昭和15年11月15日 水橋町      | 昭和29年4月1日 水橋町          | 昭和29年4月1日 水橋町        | 昭和41年5月1日 富山市に編入 | 昭和41年5月1日 富山市に編入  | 平成17年4月1日 富山市 | 富山市          |
|              | 下條村                | 明治29年3月29日 中新川郡                             | 昭和15年11月15日 水橋町     | 昭和15年11月15日 水橋町      | 昭和29年4月1日 水橋町          | 昭和29年4月1日 水橋町        | 昭和41年5月1日 富山市に編入 | 昭和41年5月1日 富山市に編入  | 平成17年4月1日 富山市 | 富山市          |
|              | 東三郷村              | 明治29年3月29日 中新川郡                             | 大正15年12月10日 三郷村     | 大正15年12月10日 三郷村      | 昭和29年4月1日 水橋町          | 昭和29年4月1日 水橋町        | 昭和41年5月1日 富山市に編入 | 昭和41年5月1日 富山市に編入  | 平成17年4月1日 富山市 | 富山市          |
|              | 西三郷村              | 明治29年3月29日 中新川郡                             | 大正15年12月10日 三郷村     | 大正15年12月10日 三郷村      | 昭和29年4月1日 水橋町          | 昭和29年4月1日 水橋町        | 昭和41年5月1日 富山市に編入 | 昭和41年5月1日 富山市に編入  | 平成17年4月1日 富山市 | 富山市          |
|              | 上條村                | 明治29年3月29日 中新川郡                             | 上條村                      | 上條村                       | 昭和29年4月1日 水橋町          | 昭和29年4月1日 水橋町        | 昭和41年5月1日 富山市に編入 | 昭和41年5月1日 富山市に編入  | 平成17年4月1日 富山市 | 富山市          |
|              | 滑川町                | 明治29年3月29日 中新川郡                             | 滑川町                      | 滑川町                       | 昭和28年11月1日 滑川町         | 昭和29年3月1日 市制          | 滑川市                      | 滑川市                       | 滑川市                | 滑川市          |
|              | 中加積村              | 明治29年3月29日 中新川郡                             | 中加積村                    | 中加積村                     | 昭和28年11月1日 滑川町         | 昭和29年3月1日 市制          | 滑川市                      | 滑川市                       | 滑川市                | 滑川市          |
|              | 西加積村              | 明治29年3月29日 中新川郡                             | 西加積村                    | 西加積村                     | 昭和28年11月1日 滑川町         | 昭和29年3月1日 市制          | 滑川市                      | 滑川市                       | 滑川市                | 滑川市          |
|              | 北加積村              | 明治29年3月29日 中新川郡                             | 北加積村                    | 北加積村                     | 昭和28年11月1日 滑川町         | 昭和29年3月1日 市制          | 滑川市                      | 滑川市                       | 滑川市                | 滑川市          |
|              | 東加積村              | 明治29年3月29日 中新川郡                             | 東加積村                    | 東加積村                     | 昭和28年11月1日 滑川町         | 昭和29年3月1日 市制          | 滑川市                      | 滑川市                       | 滑川市                | 滑川市          |
|              | 早月加積村            | 明治29年3月29日 中新川郡                             | 早月加積村                  | 早月加積村                   | 昭和28年11月1日 滑川町         | 昭和29年3月1日 市制          | 滑川市                      | 滑川市                       | 滑川市                | 滑川市          |
|              | 浜加積村              | 明治29年3月29日 中新川郡                             | 浜加積村                    | 浜加積村                     | 昭和28年11月1日 滑川町         | 昭和29年3月1日 市制          | 滑川市                      | 滑川市                       | 滑川市                | 滑川市          |
|              | 上市町                | 明治29年3月29日 中新川郡                             | 上市町                      | 上市町                       | 昭和28年9月10日 上市町         | 昭和28年9月10日 上市町       | 上市町                      | 上市町                       | 上市町                | 中新川郡 上市町 |
|              | 音杉村                | 明治29年3月29日 中新川郡                             | 昭和16年4月1日 上市町に編入 | 昭和16年4月1日 上市町に編入  | 昭和28年9月10日 上市町         | 昭和28年9月10日 上市町       | 上市町                      | 上市町                       | 上市町                | 中新川郡 上市町 |
|              | 柿沢村                | 明治29年3月29日 中新川郡                             | 柿沢村                      | 柿沢村                       | 昭和28年9月10日 上市町         | 昭和28年9月10日 上市町       | 上市町                      | 上市町                       | 上市町                | 中新川郡 上市町 |
|              | 茗荷谷村              | 明治29年3月29日 中新川郡                             | 大正5年 改称 大岩村         | 大正5年 改称 大岩村          | 昭和28年9月10日 上市町         | 昭和28年9月10日 上市町       | 上市町                      | 上市町                       | 上市町                | 中新川郡 上市町 |
|              | 宮川村                | 明治29年3月29日 中新川郡                             | 宮川村                      | 宮川村                       | 昭和28年9月10日 上市町         | 昭和28年9月10日 上市町       | 上市町                      | 上市町                       | 上市町                | 中新川郡 上市町 |
|              | 南加積村              | 明治29年3月29日 中新川郡                             | 南加積村                    | 南加積村                     | 昭和28年9月10日 上市町         | 昭和28年9月10日 上市町       | 上市町                      | 上市町                       | 上市町                | 中新川郡 上市町 |
|              | 山加積村              | 明治29年3月29日 中新川郡                             | 山加積村                    | 山加積村                     | 昭和28年9月10日 上市町         | 昭和28年9月10日 上市町       | 上市町                      | 上市町                       | 上市町                | 中新川郡 上市町 |
|              | 池ノ木村              | 明治29年3月29日 中新川郡                             | 池ノ木村                    | 池ノ木村                     | 昭和29年4月1日 上市町に編入    | 昭和29年4月1日 上市町に編入  | 上市町                      | 上市町                       | 上市町                | 中新川郡 上市町 |
|              | 白萩村                | 明治29年3月29日 中新川郡                             | 白萩村                      | 白萩村                       | 昭和29年5月10日 上市町に編入   | 昭和29年5月10日 上市町に編入 | 上市町                      | 上市町                       | 上市町                | 中新川郡 上市町 |
|              | 五百石町              | 明治29年3月29日 中新川郡                             | 昭和17年6月8日 雄山町       | 昭和17年6月8日 雄山町        | 昭和29年1月10日 立山町         | 昭和29年1月10日 立山町       | 立山町                      | 立山町                       | 立山町                | 中新川郡 立山町 |
|              | 高野村                | 明治29年3月29日 中新川郡                             | 昭和17年6月8日 雄山町       | 昭和17年6月8日 雄山町        | 昭和29年1月10日 立山町         | 昭和29年1月10日 立山町       | 立山町                      | 立山町                       | 立山町                | 中新川郡 立山町 |
|              | 下段村                | 明治29年3月29日 中新川郡                             | 昭和17年6月8日 雄山町       | 昭和17年6月8日 雄山町        | 昭和29年1月10日 立山町         | 昭和29年1月10日 立山町       | 立山町                      | 立山町                       | 立山町                | 中新川郡 立山町 |
|              | 大森村                | 明治29年3月29日 中新川郡                             | 昭和17年6月8日 雄山町       | 昭和17年6月8日 雄山町        | 昭和29年1月10日 立山町         | 昭和29年1月10日 立山町       | 立山町                      | 立山町                       | 立山町                | 中新川郡 立山町 |
|              | 布倉村                | 明治27年5月12日 改称 立山村 明治29年3月29日 中新川郡 | 立山村                      | 立山村                       | 昭和29年1月10日 立山町         | 昭和29年1月10日 立山町       | 立山町                      | 立山町                       | 立山町                | 中新川郡 立山町 |
|              | 利田村                | 明治29年3月29日 中新川郡                             | 利田村                      | 利田村                       | 昭和29年1月10日 立山町         | 昭和29年1月10日 立山町       | 立山町                      | 立山町                       | 立山町                | 中新川郡 立山町 |
|              | 釜ヶ淵村              | 明治29年3月29日 中新川郡                             | 釜ヶ淵村                    | 釜ヶ淵村                     | 昭和29年1月10日 立山町         | 昭和29年1月10日 立山町       | 立山町                      | 立山町                       | 立山町                | 中新川郡 立山町 |
|              | 上段村                | 明治29年3月29日 中新川郡                             | 上段村                      | 上段村                       | 昭和29年1月10日 立山町         | 昭和29年1月10日 立山町       | 立山町                      | 立山町                       | 立山町                | 中新川郡 立山町 |
|              | 東谷村                | 明治29年3月29日 中新川郡                             | 東谷村                      | 東谷村                       | 昭和29年1月10日 立山町         | 昭和29年1月10日 立山町       | 立山町                      | 立山町                       | 立山町                | 中新川郡 立山町 |
|              | 寺田村                | 明治29年3月29日 中新川郡                             | 昭和16年6月1日 新川村       | 昭和16年6月1日 新川村        | 昭和29年7月10日 立山町に編入   | 昭和29年7月10日 立山町に編入 | 立山町                      | 立山町                       | 立山町                | 中新川郡 立山町 |
|              | 弓庄村                | 明治29年3月29日 中新川郡                             | 昭和16年6月1日 新川村       | 昭和16年6月1日 新川村        | 昭和29年7月10日 立山町に編入   | 昭和29年7月10日 立山町に編入 | 立山町                      | 立山町                       | 立山町                | 中新川郡 立山町 |
|              | 舟橋村                | 明治29年3月29日 中新川郡                             | 舟橋村                      | 舟橋村                       | 舟橋村                         | 舟橋村                       | 舟橋村                      | 舟橋村                       | 舟橋村                | 中新川郡 舟橋村 |

## 行政
出典→
石川県上新川郡長
| 代 | 氏名     | 就任年月日                 | 退任年月日               | 備考         |
| -- | -------- | -------------------------- | ------------------------ | ------------ |
| 1  | 津田弘   | 明治11年（1878年）12月17日 | 明治12年（1879年）8月8日 |              |
| 2  | 稲垣義方 | 明治12年（1879年）8月8日   | 明治16年（1883年）5月8日 | 富山県に移管 |

富山県上新川郡長
| 代 | 氏名       | 就任年月日                 | 退任年月日                 | 備考                   |
| -- | ---------- | -------------------------- | -------------------------- | ---------------------- |
| 1  | 稲垣義方   | 明治16年（1883年）5月9日   | 明治17年（1884年）2月18日  |                        |
| 2  | 前田則邦   | 明治17年（1884年）5月17日  | 明治19年（1886年）8月25日  |                        |
| 3  | 尾越梯輔   | 明治19年（1886年）8月25日  | 明治21年（1888年）11月16日 |                        |
| 4  | 前田則邦   | 明治21年（1888年）11月24日 | 明治22年（1889年）5月28日  |                        |
| 5  | 藤崎借秀   | 明治22年（1889年）8月3日   | 明治23年（1890年）12月26日 |                        |
| 6  | 岩田忠益   | 明治24年（1891年）5月5日   | 明治26年（1893年）7月6日   |                        |
| 7  | 石坂専之助 | 明治26年（1893年）7月6日   | 明治29年（1896年）2月4日   |                        |
| 8  | 奥田貞済   | 明治29年（1896年）2月4日   | 明治31年（1898年）12月26日 |                        |
|    |            |                            | 大正15年（1926年）6月30日  | 郡役所廃止により、廃官 |